# Anniston (Alabama)
Anniston es una ciudad del Condado de Calhoun, Alabama, Estados Unidos. En el censo de 2000, su población era de 24 276. 

## Demografía
En el 2000 la renta per cápita promedia del hogar era de $27.385$, y el ingreso promedio para una familia era de 36.067$. El ingreso per cápita para la localidad era de 18.769$. Los hombres tenían un ingreso per cápita de 31.429$ contra 21.614$ para las mujeres.

## Geografía
Anniston está situado en 33°39′46″N 85°49′35″O / 33.66278, -85.82639 (33.663003, -85.826664).
Según la Oficina del Censo de los EE. UU., la ciudad tiene un área total de 45.5 millas cuadradas (118 km ²).

## Contaminación
La contaminación en Anniston [principalmente PCBs] se debe a la corporación Monsanto y solutia su filial, pues en los documentos revelados después de una demanda por parte de 20,000 ciudadanos de dicho pueblo, mostraban que estos químicos causaban "Efectos tóxicos en todo el organismo y erupciones cutáneas de tipo acné.